# Sayouba Mandé
Sayouba Mandé (* 15. června 1993, Abidžan) je fotbalový brankář z Pobřeží slonoviny, hráč norského klubu Stabæk Fotball. Je reprezentantem Pobřeží slonoviny.

## Klubová kariéra
Mandé odešel ve svých 19 letech z fotbalové akademie v Pobřeží slonoviny do norského klubu Stabæk Fotball, kde podepsal 3,5roční kontrakt.

## Reprezentační kariéra
V A-mužstvu Pobřeží slonoviny debutoval 5. 3. 2014 v přátelském zápase v Bruselu proti domácímu týmu Belgie (remíza 2:2).
Zúčastnil se Mistrovství světa 2014 v Brazílii, kde reprezentace Pobřeží slonoviny vypadla v základní skupině C. Byl třetím brankářem za Boubacarem Barrym a Sylvainem Gbohouem, nezasáhl do žádného ze tří zápasů družstva na šampionátu.
Zúčastnil se i Afrického poháru národů 2015 v Rovníkové Guineji. I zde byl v pořadí až třetím brankářem za Gbohouem a Barrym. S týmem získal zlatou medaili.